# Michael Nowka
Michael Nowka (* 10. März 1952 in Berlin) ist ein deutscher Schauspieler, Synchronsprecher, Dialogbuchautor und Synchronregisseur.

## Leben
Im Film Steiner – Das Eiserne Kreuz (1977) spielte Nowka die Rolle des „Schützen Dietz“.
Ab Mitte der 1970er arbeitete Nowka in der Synchronisation. Der erste Film, den Nowka synchronisierte, ist die britische Komödie Ist ja irre – unser Torpedo kommt zurück aus dem Jahr 1960. In dieser Produktion sprach er den von Spike Milligan gespielten ersten Kumpel in der Werft. Nowka ist zudem die Standardstimme von Rick Moranis und Michael Palin.
Nowka ist ein Neffe von Grethe Weiser und wurde 1982 an der TU Berlin mit der Dissertation Die wirtschaftliche Phänomenologie des Spielfilms als Ware: Finanzierung, Produktion und Vermarktung von Spielfilmen promoviert.

## Filmografie

### Kino
- 1963: Die Eisenbahn
- 1963: Schule der Geläufigkeit
- 1963: Randbezirk
- 1963: Robinson soll nicht sterben (1963)
- 1965: Das Fahrrad (1965)
- 1967: Der geborgte Weihnachtsbaum
- 1967: Die spanische Puppe
- 1977: Steiner – Das Eiserne Kreuz
- 1977: Mathilde Möhring (1977)
- 1977: Des Doktors Dilemma
- 1981: Das waren noch Zeiten – Kleine Geschichten von Kalke & Söhne

### Fernsehen (Auswahl)
- 1963: Stadtpark
- 1964–66: Hafenpolizei (zwei Folgen)
- 1965: Alle machen Musik (13 Folgen) (Rolle des Robbi)
- 1967: Till, der Junge von nebenan (eine Folge „Der Neue“)
- 1968: Alles dreht sich um Michael (Rolle des Michael Meiner)
- 1972: Kleinstadtbahnhof (eine Folge „Der Lügner“)
- 1974: Unter Ausschluß der Öffentlichkeit (Fernsehreihe)
- 1975: Ein neuer Start
- 1975+79: Kommissariat 9 (zwei Folgen)
- 1976: Freiwillige Feuerwehr
- 1977/78: Drei Damen vom Grill (sieben Folgen) (Rolle des Uli)

## Sprechrollen (Auswahl)
Michael Palin
- 1983: Monty Pythons wunderbare Welt der Schwerkraft in verschiedenen Rollen
- 1983: Der Sinn des Lebens in verschiedenen Rollen (Neusynchronisation 2003)
- 1988: Ein Fisch namens Wanda als Ken Pile
- 1997: Wilde Kreaturen als Adrian „Bugsy“ Malone

Rick Moranis
- 1984: Ghostbusters – Die Geisterjäger als Louis Tully
- 1989: Ghostbusters II als Louis Tully
- 1989: Liebling, ich habe die Kinder geschrumpft als Wayne Szalinski
- 1992: Liebling, jetzt haben wir ein Riesenbaby als Wayne Szalinski
- 1994: Flintstones – Die Familie Feuerstein als Barney Geröllheimer
- 1997: Liebling, jetzt haben wir uns geschrumpft! als Wayne Szalinski

Jackie Chan
- 1983: Superfighter 2 als Chan Lung
- 1988: Police Story 2 als Chan Ka Kui / Kevin Chan

Sean Penn
- 1985: Sean Penn in Der Falke und der Schneemann als Daulton Lee
- 1988: Sean Penn in Colors – Farben der Gewalt als Danny McGavin

### Filme
- 1978: Jesse Katzur in Eis am Stiel als Benny
- 1978: Steve Guttenberg in The Boys from Brazil als Barry Kohler
- 1979–1988: Jonathan Sagall in Eis am Stiel 2, 4, 7–8 als Momo, Bobby
- 1981: Lance Guest in Halloween II – Das Grauen kehrt zurück als Jimmy Lloyd
- 1983: Nicolas Cage in Rumble Fish als Smokey
- 1984–1994: David Graf in Police Academy 1–7 als Eugene Tackleberry
- 1985: Michael Dudikoff in American Fighter als Joe Armstrong
- 1989: Rowan Atkinson in Das lange Elend als Ron Anderson
- 1996: Jay Leno in The Birdcage – Ein Paradies für schrille Vögel als Jay Leno
- 1996: Tommy Noonan in Twister als Danny McGuire (Ausschnitt aus Ein neuer Stern am Himmel)
- 1997: Ewan Stewart in Titanic als 1. Offizier William Murdoch
- 1997: Ross Partridge in Vergessene Welt: Jurassic Park als aufdringlicher Fahrgast
- 1998: Eric Clapton in Blues Brothers 2000 als Eric Clapton
- 2001: Chris Miller in Shrek – Der tollkühne Held als Zauberspiegel
- 2010: Wallace Shawn in Cats & Dogs: Die Rache der Kitty Kahlohr als Calico
- 2024: Paul Reiser in Beverly Hills Cop: Axel F für John Ashton als Det. Jeffrey Friedman

### Serien
- 1980: Ben Vereen in Die Schnüffler als E.L. Turner
- 1997: Max Herbrechter in Zwei Engel mit vier Fäusten als Juan Sagreste
- 1999: David Graf in Police Academy als Tackleberry
- 2009: Michael Weston in Dr. House als Lucas Douglas
- 2012: Leslie Jordan in Desperate Housewives als Felix Bergman